# 拉沙佩勒贝尔坦
拉沙佩勒贝尔坦（法語：La Chapelle-Bertin，法語發音：[la ʃapɛl bɛʁtɛ̃]）是法国上卢瓦尔省的一个市镇，位于该省北部，属于勒皮区。

## 地理
拉沙佩勒贝尔坦（45°13'8"N, 3°38'56"E）面积11.29 平方千米，位于法国奥弗涅-罗讷-阿尔卑斯大区上盧瓦爾省，该省份为法国中南部省份，北起多姆山省和卢瓦尔省，西接康塔爾省，南至洛泽尔省，东临阿尔代什省。
与拉沙佩勒贝尔坦接壤的市镇（或旧市镇、城区）包括：阿莱格尔、科拉、若萨、蒙莱、瑟努伊尔河畔圣帕勒、瓦雷讷圣奥诺拉。

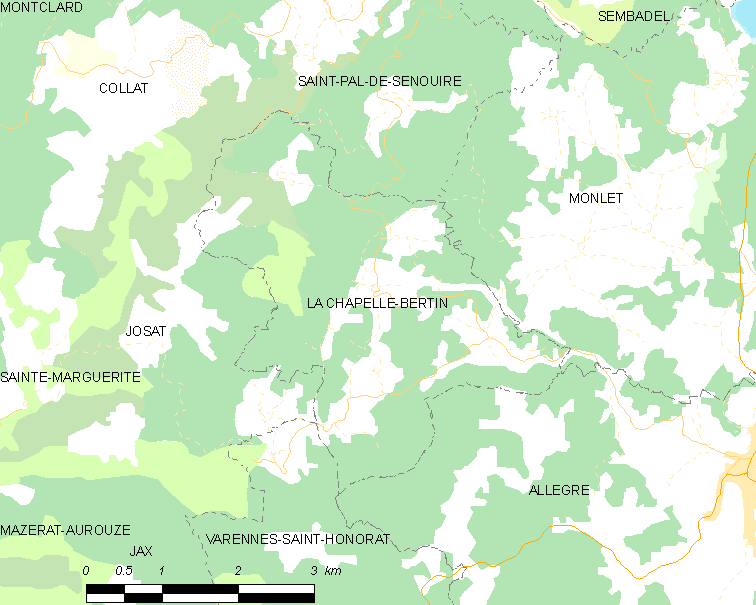
拉沙佩勒贝尔坦的OSM定位图

拉沙佩勒贝尔坦的时区为UTC+01:00、UTC+02:00（夏令时）。

## 行政
拉沙佩勒贝尔坦的邮政编码为43270，INSEE市镇编码为43057。

## 政治
拉沙佩勒贝尔坦所属的省级选区为上沃莱花岗岩高原县。

## 人口

1962-2008年间拉沙佩勒贝尔坦人口变化图示

拉沙佩勒贝尔坦于2022年1月1日时的人口数量为50人。

## 交通
上卢瓦尔省省道D21线和D212线在境内交汇。